# Göte Rex
Carl Göte Rex, född 9 mars 1902 i Halmstad, död 13 november 1960 i Halmstad, var en svensk målare och grafiker.
Götes far var konservatorn Otto Rex och kom från Odense i Danmark till Halmstad 1885. Modern Johanna Svensson kom från Femsjö i dåvarande Småland och han var från 1931 gift med Syster Oscaria Eliasson. Fadern avled 1907 när Göte var 5 år. Redan som ung började han måla i olja och han studerade målning för Bruno Hoppe 1920-1921 och grafik för Carl Johansson i Halmstad, senare studerade han konst på Valands målarskola i Göteborg och vid privata målarskolor i Paris. Det var emellertid under beredskapstiden på 1940-talet som han fick möjlighet att börja måla på allvar. Sin första utställning hade han på Hotell Mårtensson i Halmstad 1944 tillsammans med konstnären Einar Krüger. De hade sedan ett flertal utställningar tillsammans i Halmstad under 1940-talet. De hade även utställningar i Gislaved och Anderstorp. 
År 1948 vid deras utställning i Halmstad deltog även konstnären Ole Skibstrup. Göte och Einar hade då under sex veckor på våren bedrivit konststudier i Paris. Göte målade gärna landskap med motiv från Söndrum och Grötvik men även från stadens kvarter. Efter hand målade han även akvareller. Den första separatutställningen hade han 1949 på Hotell Mårtensson och ställde därefter ut separat så gott som årligen ut i Halmstad. 
Oljemålning var Götes vanligaste uttrycksmedel men då han blev bekant med halmstadskonstnären Carl Johansson började han även arbeta med grafik. Detta uppmärksammades vid utställningen 1957 på Stadsbiblioteket. Göte sålde även sin konst i Göteborg och Stockholm via egna kontakter. Hans konst består av stadsmotiv och figurkompositioner i olja, etsning, torrnål och mezzotint. Rex är representerad med en oljemålning vid ålderdomshemmet i Anderstorp.